# Eugraphe ornata
Eugraphe ornata är en fjärilsart som beskrevs av Otto Staudinger 1891. Eugraphe ornata ingår i släktet Eugraphe och familjen nattflyn. Inga underarter finns listade i Catalogue of Life.